# False Pretense
False Pretense è il secondo singolo dei The Red Jumpsuit Apparatus, pubblicato nel 2007 ed estratto dal loro secondo album Don't You Fake It.

## La canzone
Il testo della canzone parla di quando si viene traditi da un amico di cui si pensava ci si potesse fidare. Al Warped Tour del 2007 la band dichiarò che è uno dei brani a cui erano più affezionati. Il brano è inserito nella colonna sonora del film Never Back Down del 2008.

## Video musicale
Il video musicale realizzato per il brano, diretto da Shane Drake, è stato pubblicato il 6 dicembre 2006.

## Tracce
1. False Pretense – 2:29

## Classifiche
| Classifica (2007)         | Posizione massima |
| ------------------------- | ----------------- |
| Stati Uniti (alternative) | 39                |